# Stefano Barzan
Stefano Barzan (Adria, 10 febbraio 1964) è un compositore, arrangiatore, direttore d'orchestra e produttore discografico italiano.
In veste di arrangiatore e direttore d’orchestra ha partecipato alle Cerimonie di apertura e chiusura di Expo 2015, con una elaborazione dell'Inno d’Italia, dal titolo Alla vita! cantata da un coro di bambini, che ha fatto molto discutere per la sostituzione della frase "siam pronti alla morte" con "siam pronti alla vita".

## Biografia
Nasce il 10 febbraio 1964 ad Adria.
Fin da piccolo manifesta grande interesse per la musica iniziando a suonare la chitarra all'età di 4 anni.
Grazie al padre, direttore di coro, fin da bambino coltiva la passione per il canto corale che lo porterà, più avanti negli anni, a realizzare progetti particolari con i cori popolari.

### Formazione
A 7 anni inizia a frequentare il Conservatorio Antonio Buzzolla di Adria, studiando composizione musicale con i maestri Fabio Vacchi e Carlo Pedini.
Si diploma in pianoforte nel 1985. Di quegli anni sono le prime esperienze musicali con gruppi e radio locali.
Nel 1985 si trasferisce prima a Siena, dove frequenta l'Accademia Musicale Chigiana e successivamente a Milano, dove si specializza in tecnologia audio.
A Milano completa gli studi di composizione musicale presso il Conservatorio G. Verdi sotto la guida del M° Giacomo Manzoni, conseguendo il diploma nel 1988.

### Prime collaborazioni
Negli anni ’90 inizia a collaborare con artisti di fama internazionale realizzando gli arrangiamenti per diverse produzioni discografiche di musica pop con Gloria Gaynor, Sister Sledge, e compone musiche originali per le campagne pubblicitarie di marchi quali Algida (worldwide), Cocacola, Disaronno, Alfaromeo, Telecom italia, Vodafone, Barilla, Kellogg’s, Breil, Wind, Suzuki, Opel, Ace, Lancia, Ferrero, 100 anni di Lavazza.
Nel 1990 apre a Milano lo studio di registrazione Studio Barzan che negli anni si specializza nell'attività di mastering di produzioni di musica dance italiana.
Tra il 1990 ed 1994 lavora per la televisione in veste di arrangiatore, curando la realizzazione dei contenuti musicali di alcune trasmissioni Mediaset degli anni ’90: Karaoke condotta da Fiorello, Il gioco dei 9 condotto da Gerry Scotti, Urka condotta da Paolo Bonolis e 6 meno meno condotta da Iva Zanicchi.

### L'incontro con Roberto Colombo e Antonella Ruggiero
Nel 1994 conosce il produttore discografico Roberto Colombo. Con lui e con Antonella Ruggiero inizia un percorso artistico che nel corso degli anni lo porta a collaborare a vario titolo (arrangiatore, autore, direttore d’orchestra e di coro) a diverse delle loro produzioni discografiche: Il canto dell’amore, Controvento, Non ti dimentico, Echi d'infinito, Ti sento.

### Fonda l'etichetta discografica "Tranquilo"
Nel 1997 fonda la casa di produzione e edizioni musicali Tranquilo con sede a Milano.

### Attività didattica
Nel 2002 inizia a dedicarsi all’attività didattica ideando un percorso formativo focalizzato sulla preparazione professionale di tecnici audio con solide basi in campo musicale. Dal 2005 questo percorso formativo è stato adottato dall'Accademia del Teatro alla Scala di Milano, per il Corso di Tecnico del suono del quale, Barzan è coordinatore tecnico-artistico e docente. Come docente ha inoltre collaborato con le Scuole Civiche di Milano, il Comune di Abbiategrasso, l’Università di Padova, l’ENAIP di Udine, il Conservatorio di Verona ed il Conservatorio di Novara. Tra le iniziative didattiche alle quali ha collaborato con l’Accademia del Teatro alla Scala vi è anche il programma Scenart - support for skills improvement in the romanian performing arts, svoltosi a Bucarest dal 2009 al 2013.

### Partecipazioni al Festival di Sanremo
In veste di direttore d'orchestra ha partecipato a 14 edizioni del Festival di Sanremo accompagnando artisti quali Anna Oxa nel 2006 nell’esecuzione del brano Processo a me stessa, Antonella Ruggiero nel 2007 con la versione a cappella, per voce solista e coro, del brano Canzone tra le guerre, Patty Pravo nel 2009 con il brano E io verrò un giorno la, Frankie HNRG MC nel 2014 con i brani  Un uomo è vivo e  Pedala.
Nel 2008 sale agli onori della cronaca per la sua decisione di rinunciare all’incarico offertogli dalla compagnia discografica di Loredana Bertè, di dirigere la sua canzone al Festival di Sanremo.
Nel 2009 è co-produttore con Morgan del nuovo disco dell’artista, Italian Songbook vol. 1 di cui scrive gli arrangiamenti, partecipando anche in veste di autore scrivendo a quattro mani con Morgan un componimento per batteria e archi dal titolo Invenzione per orchestra d’archi, inserito nel disco tra i brani in lingua italiana e quelli in inglese.
Dal 2011, per tre anni consecutivi, è stato maestro sostituto al Festival di Sanremo.
Nel 2013 e 2014, con il cantautore Franco Fasano ha curato la produzione musicale della 56ª e 57ª edizione dello Zecchino d’Oro. Nel 2017, vi partecipa in veste di autore scrivendo con Frankie HNRG MC il brano Gualtiero dei mestieri.

### La passione per il canto corale
Nel 2015 la passione per il canto corale lo porta a partecipare in veste di arrangiatore e direttore d’orchestra alle cerimonie di apertura e chiusura di Expo 2015, con una elaborazione dell'Inno d’Italia, dal titolo Alla vita!, eseguita dal Coro dei Piccoli Cantori di Milano e da una formazione di Cori Alpini (Coro Sant’Ilario di Rovereto, Coro Il Rifugio di Seregno e Coro Brianza di Missaglia), che ha fatto molto discutere per la sostituzione della frase "siam pronti alla morte" con "siam pronti alla vita", ritenuta più adatta per la presenza di un coro di bambini.

### Attività recenti
Nel 2016 produce il disco Sono cose delicate del cantautore milanese Marco Massa.
Nel 2016, sempre con Antonella Ruggiero e Roberto Colombo collabora al progetto La vita imprevedibile delle canzoni, per il quale ha curato gli arrangiamenti per voce e pianoforte dei brani più famosi di Antonella Ruggiero, progetto successivamente declinato anche nella versione per voce, pianoforte ed orchestra d’archi ed eseguito in anteprima il 31 maggio 2018 in occasione del FIM 2018 presso l'Auditorium Testori del Palazzo della Regione Lombardia e che ha visto protagonisti dell'evento oltre ad Antonella Ruggiero e al pianista Andrea Bacchetti anche i giovani musicisti dell'orchestra ClassicaViva diretti dal Maestro Stefano Ligoratti.
Nel 2017 per Sony Music Italia effettua il lavoro di editing e remastering dell’opera Tu che m’ascolti, insegnami di Fabrizio De André in HD pubblicato anche su supporti in vinile.
Nel 2017 in collaborazione con Filmmaster Events, partecipa in qualità di autore alla cerimonia di apertura dello European Youth Olympic Festival, scrivendo una composizione per coro in forma di canone dal titolo Shine che dal 2019 è diventata leitmotiv dell'evento.

### Una versione inedita di Crêuza de mä di Fabrizio De Andrè per il Ponte di Genova
Nel 2020, su idea di Dori Ghezzi, realizza con Mauro Pagani una versione inedita di Crêuza de mä pe Zêna che il 3 agosto 2020 ha fatto da colonna sonora all'apertura del nuovo Ponte San Giorgio a Genova.

## Musiche per il teatro
- 2016 Una losca congiura ovvero Barbariccia contro Bonaventura di Sergio Tofano / Teatro Alkaest con la regia di Marzia Loriga - Stefano Barzan: autore delle musiche di scena originali per la commedia.[15]

## Campagne pubblicitarie
- 2016 Campagna worldwide per Alitalia, Ag. Filmmaster - (orchestrazione e direzione d'orchestra)

## Discografia
- 1989 – Trieste, ieri un secolo fa, Mario Fragiacomo - tecnico del suono
- 1991 – S.O.S. Navigantes, Andrea Mora - arrangiamenti
- 1992 – Love Affair, Gloria Gaynor - arrangiamenti
- 1992 – True Love, Sister Sledge - arrangiamenti
- 1993 – Imagine, Jean Rich - arrangiamenti
- 1994 – Senza Pelle, Alfredo Lacosegliaz / Moni Ovadia (colonna sonora) - editing
- 1995 – Night and Day, The Voice - arrangiamenti
- 1995 – Un concerto, Stormy Six - mastering
- 1996 – Colourful, Ti.Pi.Cal. feat. Josh - mastering
- 1996 – Il canto dell'amore, Antonella Ruggiero - arrangiamenti
- 1996 – Milonga Secondo Matteo, Arcari, Corsi, Salis, Maras, Lattes - mastering
- 1996 – Radio Jungle, Artisti vari - mastering
- 1996 – Tendency of Love, Funky Company - mastering
- 1996 – Uma Brasileira, Brazilain Love Affair - brani originali e arrangiamenti
- 1997 – Ambiente, basso e batteria, Artisti vari - mastering
- 1997 – Ay Morena/Jolanda, Madreluna - arrangiamenti
- 1997 – Francisco Navarro Non Stop Latin Dance, Artisti vari - arrangiamenti
- 1997 – L'ultimo della sera, Sir J. - arrangiamenti
- 1997 – Love Unlimited, S-Tone Inc. / Stone - mastering
- 1997 – Nativi, residenti, di passaggio, Artisti vari - produzione, missaggio, esecuzione, missaggio, mastering
- 1997 – Nord!, Maurizio Zappatini - mastering
- 1997 – Suoni nella notte, Vibrazioni production - arrangiamenti
- 1998 – Lanca Perfume, Brazilain Love Affair - arrangiamenti
- 1998 – Mambo Italiano '98, Flabby Featuring Carla Boni - produzione, registrazione, missaggio, mastering
- 1998 – Moment Of Love, Citybeat - mastering
- 1998 – Treasure Island, Artisti vari - arrangiamenti
- 1998 – Yuxtaposicion, The Cabildo's Three - mastering
- 1999 – Controvento, Antonella Ruggiero - arrangiamenti
- 1999 – Ferias no brasil/Ninho de cobra, Brazilain Love Affair - arrangiamenti
- 1999 – Honeymoon event, Artisti vari - arrangiamenti
- 1999 – Let's Do It, Prime Time - mastering
- 1999 – Non ti dimentico, Antonella Ruggiero - arrangiamenti
- 1999 – People, Upward - mastering
- 1999 – Sea serenade, Artisti vari - arrangiamenti
- 1999 – Silent Waves, Artisti vari - brani originali e arrangiamenti
- 1999 – Tribute To Someone, Giorgio Azzolini - re-mastering
- 2000 – I feel fine, Leena - arrangiamenti
- 2001 – Arecibo, Arecibo - produzione
- 2001 – Best of Velfarre 2000, Artisti vari - compositore
- 2001 – Desert Rainbow, SongLine - pre-mastering
- 2001 – Luna Crescente (in Sacrarmonia, Antonella Ruggiero - mastering
- 2001 – Sospesa, Antonella Ruggiero - arrangiamenti e direzione orchestra d'archi
- 2002 – And Now Sister Sledge Again, Sister Sledge - arrangiamenti, missaggio
- 2003 – Morirò d’amore, Giuni Russo - arrangiamenti
- 2005 – Bar Lounge Club Basilica, Artisti vari - brani originali e arrangiamenti
- 2005 – Feel like a woman, Gardner - arrangiamenti
- 2006 – Divenire, Ludovico Einaudi - mastering
- 2006 – La Musica è niente se tu non hai vissuto, Anna Oxa - orchestrazione per archi
- 2007 – Genova la Superba, Antonella Ruggiero - direzione e orchestrazione d'archi
- 2007 – Nelle migliori famiglie, Marco Massa / Tranquilo - produzione, registrazione, arrangiamenti, mastering
- 2008 – Bertilation, Loredana Bertè - arrangiamenti
- 2008 – Live in Berlin, Ludovico Einaudi - mastering
- 2008 – Tunjá, Orchestra Di Via Padova - missaggio, mastering, tecnico del suono
- 2009 – Italian Songbook, Vol. 1 Morgan - produzione, direzione d'orchestra, fender rhodes, tecnico del suono
- 2009 – Nightbook, Ludovico Einaudi - mastering
- 2010 – Morganicomio: Morgan Al Suo Meglio, Morgan - arrangiamenti, fender rhodes
- 2013 – Gergly Vajda: Barbie Blue Dóra Érsek / Róbert Rezsnyák / Gergely Vajda - produzione, tecnico del suono
- 2015 – Music for String Quartet, Piano and Celeste, Francis MacDonald - mastering
- 2015 – Natale sta arrivando, dir. Laura Marcora/Piccoli Cantori di Milano - brani originali e arrangiamenti
- 2016 – Sono cose delicate Marco Massa / Tranquilo - produzione, registrazione, arrangiamenti, mastering
- 2017 – Boccaccio 70 and other Orchestral works, Rota Orchestral Works vol. 6 / dir. Giuseppe Grazioli/LaVerdi - produzione
- 2017 – Heroes in love Sonia Prina / dir. Ruben Jais / LaBarocca - produzione, tecnico del suono
- 2019 – Jan Dismas Zelenka: Missa Omnium Sanctorum dir. Ruben Jais / LaBarocca - produzione, tecnico del suono
- 2022 – La Petite (The Baby) Ludovico Einaudi - mix delle musiche
- 2022 – La Tresse Ludovico Einaudi - mix delle musiche
- 2022 – Bar del Sole Raphael Gualazzi - arrangiamento, produzione e direzione segmenti corali
- 2022 – Amate sponde - arrangiamento, orchestrazione, composizione
- 2023 – A cielo abierto Ludovico Einaudi - mix delle musiche
- 2023 – Humanlands – Eternal Evolution   - arrangiamento, produzione e direzione segmenti corali
- 2023 – “Coccodrilli”, Samuele Bersani - arrangiamento, orchestrazione, composizione